# Bodianus paraleucosticticus
Bodianus paraleucosticticus е вид бодлоперка от семейство Labridae.

## Разпространение и местообитание
Видът е разпространен в Нова Каледония, Острови Кук и Папуа Нова Гвинея.
Среща се на дълбочина от 50 до 115 m.

## Описание
На дължина достигат до 9,9 cm.